# Classe Illustrious
Le portaerei della classe Illustrious vennero sviluppate per la Royal Navy britannica nel corso degli anni Trenta, durante il riarmo inglese seguito alla minaccia di una nuova guerra europea; furono le prime portaerei della storia ad avere un ponte di volo corazzato, cosa che rendeva però la capacità di trasporto aerei relativamente ridotta.
Esse vennero impiegate dalla Royal Navy per tutta la durata della seconda guerra mondiale, specialmente nel Mediterraneo, dove la robustezza di tali navi venne messa a dura prova, ma nessuna venne affondata. La Illustrious, che fece da base per attaccare la Regia Marina di stanza a Taranto (Notte di Taranto), pochi mesi dopo fu attaccata da bombardieri in picchiata e colpita da almeno 7 bombe, ma riuscì a salvarsi.
Questa classe si componeva di quattro unità: 
- Illustrious
- Formidable
- Victorious
- Indomitable

Dopo la guerra, venne profondamente rinnovata con l'aggiunta di un ponte di volo laterale.
Le portaerei Indefatigable e Implacable molto simili alle unità della Classe Illustrious costituivano la Classe Implacable.